# CompTIA
Асоціація галузі інформаційних технологій, англ. Computing Technology Industry Association (CompTIA) — некомерційна торгова асоціація в США, видає професійні сертифікати для галузі інформаційних технологій (ІТ). 
Вважається однією з провідних торгових асоціацій ІТ-індустрії. Заснована в Downers Grove, штат Іллінойс, CompTIA займається нейтральною професійною сертифікацією у понад 120 країнах світу. Ця організація випускає більш 50 галузевих досліджень щорічно для відстеження тенденцій і змін у галузі. Понад 2,2 мільйона осіб заробили сертифікати CompTIA з часу створення асоціації.